# Hrabstwo Newton (Indiana)

Piramida wieku hrabstwa

Hrabstwo Newton (ang. Newton County) – hrabstwo w stanie Indiana w Stanach Zjednoczonych.

## Geografia
Według spisu z 2010 roku obszar całkowity hrabstwa obejmuje powierzchnię 403,44 mili2 (1044,9 km²), z czego 401,76 mili2 (1040,55 km²) stanowią lądy, a 1,68 mili2 (4,35 km²) stanowią wody. Według szacunków United States Census Bureau w roku 2012 miało 14 044 mieszkańców. Jego siedzibą administracyjną jest Kentland.

### Miasta
- Brook
- Goodland
- Kentland
- Mount Ayr
- Morocco
- Lake Village (CDP)